# Perovskit
Perovskit (Rose, 1839), chemický vzorec CaTiO3 (oxid vápenato-titaničitý), je kosočtverečný minerál.
Pojmenoval jej Gustav Rose (1798–1873) podle Lva Alexejeviče Perovského (1792–1856), ruského diplomata, ministra, mineraloga a archeologa.

## Původ
Akcesorický minerál alkalických bazických hornin, nefelinických syenitů a karbonatitů.

## Morfologie
Tvoří krystaly, zrnité agregáty, ledvinité masy. Krystaly mají tvar pseudohexaedrů nebo pseudooktaedrů, dvojčatné srůsty.

## Vlastnosti
- Fyzikální vlastnosti: Tvrdost 5,5, křehký, hustota 4 g/cm³, štěpnost dobrá podle {100}, {010}, {001}, lom lasturnatý, nepravidelný.
- Optické vlastnosti: Barva: žlutá, červenohnědá až černá. Lesk diamantový, kovový, mastný, průhlednost: průsvitný, opakní, vryp šedobílý.
- Chemické vlastnosti: Složení: Ca 29,48 %, Ti 35,22 %, O 35,30 %. Často obsahuje další izomorfní příměsi. Rozpustný ve studené HF, v H2SO4 kypí a rozpouští se. Před dmuchavkou se netaví.

## Podobné minerály
- Magnetit

## Parageneze
pyrochlor, ilmenit, leucit, titanit

## Využití
Možný zdroj titanu a vzácných zemin. S uměle krystalizovaným perovskitem se experimentuje pro účely využití ve fotovoltaických článcích s vysokou účinností. Testují se také možnosti nanášení materiálu na podklad nástřikem.

## Naleziště
Výskyt řídký.
- Česko – Loučná pod Klínovcem v Krušných horách
- Německo – Kaiserstuhl
- Švýcarsko – Hermat
- Rusko – Achmatovsk
- USA – Magnet Cove, Arkansas
- a další.